# St Leonards School
St Leonards School és una escola privada fundada per la Universitat de St Andrews en el segle dinou. És ubicat a St Andrews, Fife, a la costa est d'Escòcia, adjacent a la catedral històrica de la ciutat i dins les parets del priorat medieval. Malgrat ser establert el 1877 per universitaris de St Andrews i les seves dones amb el motiu de satisfer l'augment de demanda per a l'educació de les dones, l'escola és ara plenament co-educatiu, ensenyant nens i nenes entre els 5 a 18 anys, amb l'opció de viure com a internat a partir dels 10 anys. El 2018, The Sunday Times va anomenar St Leonards la seva "Scottish Independent School of the Year 2019".